# Токарівка (Білоцерківський район)
Токарі́вка — село в Україні, у Сквирській міській громаді Білоцерківського району Київської області. Населення становить 270 осіб.

## Географія
Географічні координати: 49°40' пн. ш. 29°39' сх. д. Часовий пояс — UTC+2. Загальна площа села — 1,44 км².
Токарівка розташована за 2 км від села Шапіївка та за 7 км від центру громади міста Сквира. Найближча залізнична станція — Попільня, за 40 км. Через село протікає річка Березнянка.

## Історія
Перші поселенці на місці сучасної Токарівки з'явилися у XVII столітті. Серед жителів села були поширені такі ремісничі прізвища: Бондаренки, Кравчуки, Гончаруки і Шевчуки.
На початку XVIII століття воно належало до Володарського маєтку князів Вишневецьких. До 1861 року належало до Петрашівського маєтку Юзефа Страшинського, у якого 1861 року село викупила поміщиця Августа Підгірська.
У 1932–1933 роках Токарівка постраждала від голодомору. За свідченнями очевидців кількість померлих склала близько 100 осіб.
Жертвами сталінських політичних репресій наприкінці 1930-х років стали щонайменше вісім жителів села:
Список політично репресованих жителів села:
| № | ПІБ                            | Коротка інформація |
| - | ------------------------------ | --- |
| 1 | Гончарук Олексій Олександрович | нар. 1895, уродженець Токарівки, українець, малописьменний. Проживав у Токарівці, колгоспник. Особливою Нарадою при НКВС СРСР 5 жовтня 1938 року засуджений до 8 років позбавлення волі. Помер 27 червня 1943 року у Нижньоамурському таборі НКВС СРСР. Місце поховання невідомо. Реабілітований у 1989 році.                                      |
| 2 | Коцюк Ольга Савеліївна         | нар. 1892, уродженка Токарівки, українка, неписьменна. Проживала у Токарівці, тимчасово не працювала. Військовим Трибуналом військ НКВС Київської області 19 квітня 1943 року засуджена до 20 років позбавлення волі і поразки в правах на 5 років. Померла в ув'язненні 25 серпня 1948 року. Місце поховання невідомо. Реабілітована у 1993 році. |
| 3 | Лукіянчук Ілля Мойсейович      | нар. 1891, уродженець Токарівки, українець, освіта початкова. Проживав у Токарівці, одноосібник. Трійкою при УНКВС по Київській області 22 серпня 1937 року засуджений до розстрілу. Вирок виконано 6 вересня 1937 року. Місце поховання невідомо. Реабілітований у 1989 році.                                                                     |
| 4 | Лукіянчук Юхим Мойсейович      | нар. 1881, уродженець Токарівки, українець, малописьменний. Проживав у Токарівці, одноосібник. Трійкою при УНКВС по Київській області 22 серпня 1937 року засуджений до розстрілу. Вирок виконано 6 вересня 1937 року. Місце поховання невідомо. Реабілітований у 1989 році.                                                                       |
| 5 | Миколайчук Пилип Леонтійович   | нар. 1897, уродженець Токарівки, українець, освіта початкова. Проживав у Токарівці, колгоспник. Трійкою при УНКВС по Київській області 31 серпня 1938 року засуджений до розстрілу. Вирок виконано 7 вересня 1938 року. Місце поховання невідомо. Реабілітований у 1989 році.                                                                      |
| 6 | Омельченко Олена Іванівна      | нар. 1896, уродженка Токарівки, українка, неписьменна. Проживала у Токарівці, домогосподарка. Військовим Трибуналом військ НКВС Київської області 18 березня 1945 року засуджена до 10 років позбавлення волі і поразки в правах на 5 років. Реабілітована у 1993 році.                                                                            |
| 7 | Піонтковський Казимир Іванович | нар. 1908, уродженець Токарівки, поляк, освіта неповна середня. Проживав у Обухові, заступник начальника районного відділу зв'язку. Особливою Нарадою при НКВС СРСР 22 грудня 1937 року засуджений до 10 років позбавлення волі. Реабілітований у 1956 році.                                                                                       |
| 8 | Редюк Степан Григорович        | нар. 1903, уродженець Токарівки, українець, малописьменний. Проживав у Токарівці, колгоспник. Трійкою при УНКВС по Київській області 22 серпня 1937 року засуджений до розстрілу. Вирок виконано 6 вересня 1937 року. Місце поховання невідомо. Реабілітований у 1989 році.                                                                        |

## Населення

### Мова
Розподіл населення за рідною мовою за даними перепису 2001 року:
| Мова       | Кількість | Відсоток |
| ---------- | --------- | -------- |
| українська | 267       | 98.89%   |
| російська  | 3         | 1.11%    |
| Усього     | 270       | 100%     |

## Економіка
Економічний сектор села представлений ТОВ «Агрофірма „Зоря“».

## Соціальна сфера
У Токарівці діють клуб, бібліотека і фельдшерсько-акушерський пункт.

## Відомі особистості
В поселенні народилися:
- Пасічник Василь Васильович (* 1959) — український правник;
- Страшинський Леонард (* 1828) — польський живописець, академік Петербурзької академії мистецтв.